# Beipiaopterus chenianus
Beipiaopterus chenianus byl druh ptakoještěra z čeledi Ctenochasmatidae, žijící v období rané křídy (asi před 125 miliony let) na území současné provincie Liao-ning (dnešní severovýchodní Čína). Fosilie tohoto pterosaura byly objeveny v sedimentech proslulého geologického souvrství Yixian. Je to jediný popsaný druh rodu Beipiaopterus. Je známý podle většího počtu obratlů, celé kostry křídla a dvou zadních končetin.

## Popis a zařazení
Rozpětí křídel činilo zhruba 1 metr a délka trupu kolem 50 centimetrů. Svým vzhledem se Beipiaopterus blížil příbuznému rodu Ctenochasma. Rodové jméno znamená v překladu "křídlo z Beipiao (čínské město, nacházející se nedaleko lokality objevu)".
Beipiaopterus byl patrně zástupcem kladu (přirozené vývojové skupiny) Pterodaustrini, jeho přesné systematické zařazení však zatím zůstává nejisté.